# Sharon naplója
A Sharon naplója (eredeti cím: Braceface) kanadai–amerikai–kínai televíziós rajzfilmsorozat, amelyet Melissa Clark alkotott. A főszerepekben Alicia Silverstone és Stacey DePass hangja hallható. Kanadában a Teletoon vetítette, Magyarországon pedig a Minimax sugározta.

## Ismertető
A főszereplő, Sharon Spitz, aki egy szőke hajú, zöld szemű, fogszabályzós tinédzser lány. Sharon barátai, Conor, aki allergiás mindenre és Maria, aki mindig igazat mond, kitartó és a Mary Pickford iskolában tanul. Szerelme Alden Jones, aki egyik legnépszerűbb fiú a suliban. Ilyenkor megjelenik főhősünk vetélytársa is, Nina, aki ugyancsak próbál Aldenre pályázni. Miután Sharon fogszabályzót kapott, azóta különös dolgok érik. A történetből megismerhetitek milyen Sharon iskolájának hétköznapi élete, amely sok kalandot is mutat.

## Szereplők
| Szereplő          | Eredeti hang         | Magyar hang                              | Ismertető |
| ----------------- | -------------------- | ---------------------------------------- | --- |
| Sharon Spitz      | Alicia Silverstone   | Roatis Andrea                            | A sorozat főszereplője, 13 éves szőke tinilány. Élete nagy tragédiája hogy fogszabályzót kell viselnie, ami ráadásul furcsa dolgokat csinál a benne lévő áram miatt.                                                                               |
| Helen Spitz       | Tamara Bernier Evans | Vennes Emmy                              | Sharon, Adam és Josh anyja. Pszichológusként dolgozik a saját házában. Lánya problémái kevésbé érdeklik, mint a betegei de ettől függetlenül szereti a családját.                                                                                  |
| Adam Spitz        | Dan Petronijevic     | Minárovits Péter Gerő Gábor Szokol Péter | Sharon 17 éves bátyja. Birkózó lévén hatalmas termetű de esze az nem sok van. Szereti mások képébe vágni a sikereit, főleg Sharon tapasztalja meg ezeket. Kapcsolatait tekintve nagyon szerencsétlen, elsősorban termete és viselkedése miatt.     |
| Josh Spitz        | Michael Cera         | Czető Roland                             | Sharon 9 éves öccse. Sokkal értelmesebb és kifinomultabb, mint bátyja, ugyanakkor nem veti meg a 9 évesekre jellemző dolgokat. Fiatal zongoraművész, néha már nagyon is csak a művészet érdekli.                                                   |
| Maria Wong        | Marnie McPhail       | Csondor Kata                             | Sharon legjobb barátnője. Megbízható, sportos és mindenben sikeres. Sharonnal nagyon ritkán veszekednek, bár előfordulnak apróbb dolgok. |
| Connor MacKenzie  | Peter Oldring        | Kálloy Molnár Péter Szatmári Attila      | Sharon másik legjobb barátja. Majdnem mindenre allergiás. A szerelmi élete azonban sokkal fényesebb, mint ő maga. |
| Alden Jones       | Vince Corazza        | Simonyi Balázs                           | Sharon szerelme. A suli szépfiúja, ezt a tényt pedig alátámasztja Nina Harper törtetése. Az első évadban összejön Sharonnal, majd a 2. évad elején egy félreértés miatt szakítanak, de jó kapcsolatban maradnak. A 3. évad végén újra összejönnek. |
| Nina Harper       | Katie Griffin        | Dögei Éva                                | Az iskola menő csaja és Sharon ellensége, bár kiskorukban barátok voltak. Kislány korában lefejezve találta a babáit, és Sharonra fogta az egészet. Aldenre hajt, bár az irritáló személyiségét nem tudja elrejteni.                               |
| Brock Leighton    | Daniel DeSanto       | Pálmai Szabolcs                          | Alden legjobb barátja és a Szakadt acél tagja. Gyerekes viselkedése miatt a lányok messze elkerülik, azonban a 2. évadban Maria barátja lesz. |
| Griffin           |                      |                                          | |
| Alyson Malitski   | Emily Hampshire      | Benkő Nóra Balogh Anikó                  | Nina legjobb barátnője az 1. évadban és a 2. évad elején. A "Háromszögek" című epizódban meg mondja Ninának hogy ők sosem voltak igaz barátok és Sharon baráti körének tagja, valamint Connor barátnője lesz.                                      |
| Mr. Richard Spitz |                      | Seszták Szabolcs                         | |
| Petra             |                      |                                          | Nina unokatestvére. Nagyvárosban él, és ezerszer elviselhetetlenebb mint Nina. A 3. évadban tűnik fel, amikor bevallja, hogy szándékosan ő tette tönkre Nina babáit, és Nina a semmiért hibáztatta Sharont.                                        |

SEASON 1
| Classifica   | Cast       | Squadra            | Situazione |
| ------------ | ---------- | ------------------ | ---------- |
| 18           | Manuel     | Granchi Corrazzati | Squadre    |
| 17           | Molin      | Granchi Corrazzati | Squadre    |
| 16           | Anon       | Granchi Corrazzati | Squadre    |
| 15           | Fabrizio   | Granchi Corrazzati | Squadre    |
| 14           | Fef        | Granchi Corrazzati | Squadre    |
| 13           | Ilaria     | Piranha Affamati   | Squadre    |
| Squalificato | Vincenzo   | Granchi Corrazzati | Squadre    |
| 11           | JJ         | Piranha Affamati   | Squadre    |
| 10           | Mery       | Piranha Affamati   | MERGE      |
| 9/8          | Alessandro | Granchi Corrazzati | MERGE      |
| 9/8          | Niikuola   | Granchi Corrazzati | MERGE      |
| 7            | Boh Boh    | Piranha Affamati   | MERGE      |
| 6            | Alexa      | Piranha Affamati   | MERGE      |
| 5            | Bumper     | Piranha Affamati   | MERGE      |
| 4            | Jordy      | Piranha Affamati   | MERGE      |
| Terzo        | Longg      | Piranha Affamati   | MERGE      |
| Seconda      | Lex        | Granchi Corrazzati | MERGE      |
| Vincitote    | Marco      | Piranha Affamati   | MERGE      |

SEASON 2
| Classifica    | Cast        | Squadra             | Tema Cinematografico | Situazione |
| ------------- | ----------- | ------------------- | -------------------- | ---------- |
| Squalificato  | JuventusMan | Nessuna             | Provini              | Squadre    |
| 18            | Francesco   | Registi Prolissi    | Dietro le quinte     | Squadre    |
| 17            | Manuel      | Scrittori Incalliti | Mostri               | Squadre    |
| 16            | Erita       | Scrittori Incalliti | Fantascienza         | Squadre    |
| 15            | Fef         | Scrittori Incalliti | Far West             | Squadre    |
| 14/13         | Lex         | Scrittori Incalliti | Apocalisse           | Squadre    |
| 14/13         | Marco       | Registi Prolissi    | Apocalisse           | Squadre    |
| 12            | Gweney      | Scrittori Incalliti | Arti Marziali        | Squadre    |
| Autoeliminata | Anon        | Registi Prolissi    | Polizesco            | Squadre    |
| 10            | Francy      | Registi Prolissi    | Giudiziario          | MERGE      |
| 9             | Alessandro  | Registi Prolissi    | Supereroi            | MERGE      |
| 8             | Bumper      | Scrittori Incalliti | Amici Pokémon        | MERGE      |
| 7             | Tommie      | Registi Prolissi    | Romantico            | MERGE      |
| 6             | Hazel       | Scrittori Incalliti | Fantasy              | MERGE      |
| 5             | Skye        | Registi Prolissi    | Medico               | MERGE      |
| 4             | Enzo        | Registi Prolissi    | Drammatico           | MERGE      |
| Terza         | Marty       | Scrittori Incalliti | Favole               | MERGE      |
| Secondo       | Filippoboh  | Scrittori Incalliti | Giallo-Mystery       | MERGE      |
| Vincitore     | Longg       | Registi Prolissi    | Giallo-Mystery       | MERGE      |